# Daniel Kůs
Daniel Kůs (* 26. září 1974 Plzeň) je český politik, podnikatel a právník, od roku 2024 zastupitel Plzeňského kraje, od října 2022 radní města Plzně, od roku 2018 je zastupitel městského obvodu Plzeň 3 i města Plzeň, člen Pirátů.

## Život
Vystudoval gymnázium v Plzni a následně obor právo a právní věda na Fakultě právnické Západočeské univerzity v Plzni (získal titul Mgr.). Založil několik firem v oblasti internetu. V současnosti působí jako jednatel a majitel společnosti zabývající se mezinárodním obchodem a internetovým maloobchodem.
Daniel Kůs žije ve městě Plzeň, konkrétně v části Plzeň 3. K jeho zájmům patří treky v přírodě, psi, rybaření a umění.

## Politické působení
V komunálních volbách v roce 2018 byl jako člen Pirátů zvolen zastupitelem městského obvodu Plzeň 3 i města Plzeň.
Ve volbách do Senátu PČR v roce 2020 kandidoval za Piráty v obvodu č. 9 – Plzeň-město. V prvním kole získal 21,33 % hlasů, a postoupil tak ze 2. místa do druhého kola, v němž prohrál s kandidátem ODS s podporou TOP 09, KDU-ČSL, ADS, Svobodných a Monarchistů.cz Lumírem Aschenbrennerem poměrem hlasů 40,66 % : 59,33 %, a senátorem se tak nestal.
Ve volbách do Poslanecké sněmovny PČR v roce 2021 kandidoval jako člen Pirátů na 2. místě kandidátky koalice Piráti a Starostové v Plzeňském kraji. Mandát se mu získat nepovedlo.
Ve volbách v roce 2022 byl z pozice dvojky kandidátky Pirátů znovuzvolen zastupitelem města Plzně. Společně s hnutím ANO, STAN a PRO Plzeň se Pirátům utvořili novou plzeňskou koalici. V rámci koaliční dohody se stal Daniel Kůs radním pro Smart Cities a podporu podnikání.
V krajských volbách v roce 2024 byl zvolen zastupitelem Plzeňského kraje. Ve volbách do Poslanecké sněmovny PČR v roce 2025 je lídrem Pirátů v Plzeňském kraji.